# Sascha Zacharias
Sascha Zacharias, född 23 februari 1979 i Kungsholms församling, Stockholm, är en svensk skådespelare.

## Biografi
Sascha Zacharias är utbildad vid bland annat Actors Studio och fick uppmärksamhet i TV4:s serie Skilda världar (1996–1998) innan hon flyttade till Italien, där hon har medverkat i ett stort antal filmer och TV-serier, förutom svenska och övriga internationella produktioner. 1998 belönades hon med Guldklappan för "Bästa unga skådespelerska".
Sascha Zacharias är dotter till skådespelarna Sven-Bertil Taube och Ann Zacharias, sondotter till konstnärerna Evert Taube och Astri Taube samt dotterdotter till skådespelaren Arne Ragneborn och socialarbetaren Gun Zacharias och halvsyster till Sara Zacharias (de har samma mamma) och Jesper Taube (samma pappa).

## Filmografi
- 1996 Dom fattar ingenting
- 1998 Il Cielo in una Stanza
- 2000 Delitto in prima serata
- 2004 Kärlekens språk (Emma)
- 2006 Il Rabdomante
- 2008 Fort Apash
- 2009 Un estate al mare
- 2010 Förväntningar
- 2011 Tatanka
- 2016 – Beck – Steinar

## TV
- 1990 Clownen Manne (SVT)
- 1992 Bokens tid (SVT)
- 1996–1998 – Skilda världar (TV-serie) (Stina Toivonen)
- 1998 Två år med skilda världar (TV-dokumentär)
- 1998 Tala och Spaltter
- 1998 Questa casa non e una albergo
- 1999 Anni 60
- 1999 Gli amici di Sara
- 2000 Distretto di polizia
- 2000 Planet
- 2000 Tequila e Bonetti
- 2001-2002 Hotel Seger (TV-serie)
- 2003 Volersi bene
- 2003 Week-end in Italia
- 2004 Amanti e segret,
- 2004 Noi
- 2005 Carabinieri 7
- 2005-2007 Raccontami 1 och 2
- 2006 Nassiriya
- 2007 Ispettore Manara
- 2007 Un Ciclone in famiglia 3
- 2008 Intelligence
- 2008 I Cesaroni 3
- 2009 I delitti del cuoco
- 2010 Ho sposato un sbirro
- 2017 Sommaren med släkten
- 2020 Rebecka Martinsson